# Adolph Knigge

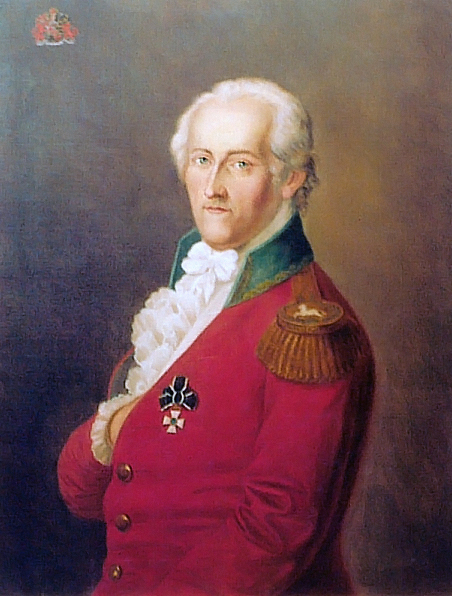
Adolph Freiherr Knigge

Adolph Freiherr Knigge, cu numele complet Freiherr Adolph Franz Friedrich Ludwig Knigge, a fost un scriitor german iluminist. S-a născut la 16 octombrie 1752 în Bredenbeck lângă Hanovra și a decedat la 6 mai 1796 în Brema. Titlul german Freiherr se traduce cu „baron”.

## Scriitor iluminist
Knigge a fost un scriitor și iluminist german. A devenit foarte cunoscut datorită cărții sale Über den Umgang mit Menschen (Despre relațiile umane) publicată pentru prima dată în 1788. 
În ciuda intenției lui Knigge de a reda în această carte o sociologie practică a relațiilor dintre oameni, cartea a fost înțeleasă greșit încă de cititorii timpului său, fiind privită în special ca un cod de comportament. Dar tocmai această eroare la recepția intenției scriitorului a dus la răspândirea cărții și reeditarea ei în repetate ediții, numele „Knigge” fiind folosit în Germania până și în zilele noastre sinonim cu codul bunelor maniere. 
Mai puțin cunoscut este faptul că baronul Knigge a fost un adevărat spirit revoluționar, adept al iluminismului - o mișcare ideologică și culturală antifeudală – și că a militat pentru introducerea parlamentarismului în Germania. Datorită romanelor sale, satirelor la adresa aristocrației, dramelor și autobiografiei sale, Knigge a fost unul dintre cei mai citiți autori din Germania de la sfârșitul secolului al XVIII-lea și în același timp un ghimpe în ochii aristocrației căreia îi aparținea prin origine.

## Selecție din opera literară
- de  Allgemeines System für das Volk zur Grundlage aller Erkenntnisse für Menschen aus allen Nationen, Ständen und Religionen, 1778
- de  Der Roman meines Lebens, 1781
- en  On the Jesuits, Freemasons, and Rosicrucians, 1781
- de  Sechs Predigten gegen Despotismus, Dummheit, Aberglauben, Ungerechtigkeit, Untreue und Müßiggang, 1783
- de  Geschichte Peter Clausens, 1783-85
- de  Gesammelte politische und prosaische kleinere Schriften, 1784
- en  Contribution towards the latest history of the Order of Freemasons, 1786
- de  Bekenntnisse (Traducere din franceză în germană a operei lui Rousseau)
- de  Die Verirrungen des Philosophen oder Geschichte Ludwigs von Seelbergs, 1787
- de  Philo's endliche Antwort auf verschiedene Anforderungen und Fragen, meine Verbindung mit dem Orden der Illuminaten betreffend, 1788
- de  Über den Umgang mit Menschen (Despre relațiile umane), 1788
- de  Geschichte des armen Herrn von Mildenberg, 1789
- de  Benjamin Noldmanns Geschichte der Aufklärung in Abyssinien, roman, 1790
- de  Über den Zustand des geselligen Lebens in den vereinigten Niederlanden, 1790
- de  Das Zauberschloß oder Geschichte des Grafen Tunger, nuvelă, 1791
- de  Politisches Glaubensbekenntnis von Joseph Wurmbrand, eseu, 1792
- de  Die Reise nach Braunschweig, nuvelă, 1792
- de  Erläuterungen über die Rechte des Menschen. Für die Deutschen, 1792
- de  Über Schriftsteller und Schriftstellerey, eseu, 1793
- de  Geschichte des Amtsraths Guthmann, 1794
- de  Reise nach Fritzlar im Sommer 1794, satiră, 1795